# Mystus multiradiatus
Mystus multiradiatus es una especie de peces de la familia Bagridae en el orden de los Siluriformes.

## Morfología
• Los machos pueden llegar alcanzar los 12,8 cm de longitud total.

## Distribución geográfica
Se encuentran en Asia:  cuenca del río Mekong